# 郷雄貴
郷 雄貴（ごう ゆうき、1989年9月26日 - ）は、日本のラグビー選手。

## プロフィール
- 大分県出身[1]。
- ポジションはフッカー(HO)。
- 身長 174cm、体重 103kg
- スキンヘッドがトレードマーク
- 人を笑かす能力に長けており、時折それが脅威となる。

## 略歴
2008年、大分舞鶴高校卒業後、明治大学に入る。なお大分舞鶴高校時代、高校日本代表候補に選ばれ、第31回高校東西対抗試合に西軍として出場した。
2012年、明治大学卒業後、日野自動車レッドドルフィンズ(現・日野レッドドルフィンズ)に加入。同年9月8日に行われたトップイーストリーグDiv.1第1節のクボタスピアーズ戦に途中出場で公式戦初出場を果たす。
2023年、日本製鉄釜石シーウェイブスRFCに加入。2024年5月退団。